# Krobanówek (Zduńska Wola)
Krobanówek – część miasta Zduńska Wola w Polsce, w województwie łódzkim, w powiecie zduńskowolskim. Rozpościera się w okolicy cmentarza komunalnego.
Do końca 1972 roku stanowiła zachodnią część wsi Krobanówek w gminie Zduńska Wola. 1 stycznia 1973 część tę (105 ha) włączono do Zduńskiej Woli.